# Fifi, gars du maquis
Fifi, gars du maquis est une série de bande dessinée publiée dans le périodique Vaillant.

## Description
Avant la Seconde Guerre mondiale, Fifi travaille dans une usine de produits chimiques.
Les Allemands pillant, déportant et tuant les jeunes de France, Fifi quitte sa famille et ses amis pour rejoindre la Résistance intérieure française. Fifi, jeune membre d'un groupe de maquisards, combat pour libérer la France de l’occupation allemande.
Après avoir annihilé les dernières poches de résistances allemandes, il s’engage dans l’armée régulière Rhin et Danube pour poursuivre les Allemands.

## Historique

### Premier récit:Fifi gars du maquis
Fifi gars du maquis, par Michel d'Eaubonne puis Roger Lécureux au scénario et Auguste Liquois au dessin, est publié du no 31 (1er juin 1945) au no 38 (1945).
Ce premier récit relate la libération de Limoges.
Nanti d’instructions spéciales, Fifi doit se rendre à Marseille pour remettre un pli secret. Fifi participe à de nombreux actes de résistance. Il fait partie des FTP (Francs-tireurs et partisans). Il sera capturé et torturé par la Milice française, puis libéré par ses camarades.
Ce récit s’arrêtera brutalement à la huitième planche, Vaillant étant victime de son succès. En effet, le ministère de l’Information demande à Vaillant, entre autres, la suppression de bandes dessinées. Pour lire la suite de ce premier récit, il faudra donc se procurer le récit complet publié en album, en novembre 1945, dans la collection C’est un album Vaillant.
Michel Debonne, jeune étudiant, débute ce premier récit de Fifi, mais Roger Lécureux l'aide à sortir Fifi de situations impossibles dans lesquelles l'auteur l’a plongé.
René Moreu, rédacteur en chef, confie définitivement le scénario à Roger Lécureux vers la cinquième planche de Fifi, sans se douter que celui-ci va découvrir sa vocation pour le récit. Ce sera sa première grande histoire, et le début d’une longue et fructueuse carrière.

### Deuxième récit:Rhin et Danube
Rhin et Danube, par Roger Lécureux au scénario et Auguste Liquois au dessin, est publié du no 49 (7 février 1946) au no 63 (1946).
Ce récit est publié ensuite en récit complet dans le numéro 2 de la collection C’est un album Vaillant en avril 1947.

### Troisième récit:L’imbattable Fifi
L’imbattable Fifi, par Roger Lécureux au scénario et Raymond Cazanave au dessin, est publié du no 118 (14 août 1947) au no 132 (1947).
Ce troisième et dernier récit se résume à une suite d’exploits, choisis parmi les plus audacieux de la résistance, où Fifi et ses camarades triomphent grâce à leur abnégation.

## Source
- (fr) Marc Groisne, « Fifi Gars du Maquis » (consulté le 28 décembre 2008)